# 후쿠이 대학
후쿠이 대학(일본어: 福井大学)은 일본의 국립 대학이다. 대학 본부는 후쿠이현 후쿠이시에 있다.

## 연혁
(구)후쿠이 대학(Fukui University)은 1949년에 후쿠이 사범학교, 후쿠이 청년 사범학교, 후쿠이 공업 전문학교를 통합하여 설립되었다.
2003년 10월에 후쿠이 의과대학과 통합하여 새 후쿠이 대학이 되었다.
- 1949년 : 후쿠이 대학 발족 (학부: 학예학부, 공학부).
- 1952년 : 학예학부가 현 분쿄(文京) 캠퍼스로 이전.
- 1966년 : 학예학부를 교육학부로 개명.
- 1978년 : 후쿠이 의과대학 설립.
- 1999년 : 교육학부를 교육지역과학부로 개명.
- 2003년 : (구)후쿠이 대학이 후쿠이 의과대학과 통합.

이하, 후쿠이 대학에 통합된 구 학교들의 연혁이다.
- 1873년 : 쓰루가 현(敦賀縣)이 후쿠이 중학 사범학과(福井中學師範學科)를 설립.
- 1876년 : 쓰루가 현이 분할됨: 이시카와현과 시가현으로.
- 1877년 : 이시카와 현 제3 사범학교(石川縣第三師範學校)가 됨.
- 1881년 2월 : 현 후쿠이현 성립.
- 1881년 5월 : 후쿠이 현립 후쿠이 소학 사범학교(福井縣立福井小學師範學校)로 개칭.
- 1889년 : 후쿠이 현 심상 사범학교로 개칭.
- 1898년 : 후쿠이 현 사범학교로 개칭.
- 1928년 : 남자 사범학교와 여자 사범학교를 분리.
- 1943년 : 남자 사범학교를 여자 사범학교와 통합. 관립 후쿠이 사범학교로 승격.
- 1945년 : 전쟁으로 인해 남자부 건물 소실. 현 사바에시로 이전.
- 1949년 : 후쿠이 대학 학예학부가 됨.

- 1938년 : 후쿠이 현립 청년학교 교원 양성소(福井縣立靑年學校敎員養成所) 설립.
- 1944년 : 관립 후쿠이 청년 사범학교로 승격.
- 1948년 : 후쿠이 지진으로 인해 학교 건물이 파괴됨. 현 사바에시로 이전.
- 1949년 : 후쿠이 대학 학예학부가 됨.

- 1923년 : 후쿠이 고등 공업학교(福井高等工業學校) 설립.
- 1924년 : 현 분쿄(文京) 캠퍼스에서 개교.
학과: 건축과, 기계과, 섬유공업과.
- 1939년 : 공작기계과와 전기과를 증설.
- 1942년 : 화학기계과를 증설.
- 1944년 : 후쿠이 공업 전문학교로 개칭.
학과: 건축과, 기계과, 화학공업과, 전기과, 화학기계과.
- 1945년 : 전쟁으로 인해 건물과 설비 소실.
- 1946년 : 화학공업과가 색염과, 화학기계과가 방직과로 개편.
- 1948년 : 후쿠이 지진으로 인해 건물이 파괴됨.
- 1949년 : 후쿠이 대학 공학부가 됨.

## 캠퍼스
- 분쿄(文京) 캠퍼스: 대학 본부 캠퍼스.
- 후쿠이현 후쿠이시 분쿄 3-9-1.
- 마쓰오카(松岡) 캠퍼스: 의학부 캠퍼스.
- 후쿠이현 에이헤이지정 마쓰오카 시모아이즈키(松岡下合月) 23-3.

## 조직

### 학부
- 교육지역과학부
  - 학교교육 과정 (교원양성과정)
  - 지역문화 과정
  - 지역사회 과정
- 공학부
  - 기계공학과
  - 전기전자공학과
  - 정보 미디어 공학과
  - 건축건설공학과
  - 재료개발공학과
  - 생물응용공학과
  - 물리공학과
  - 지능 시스템 공학과
- 의학부
  - 의학과 (6년제)
  - 간호학과 (4년제)

### 대학원
- 교육학 연구과 (석사 과정)
- 공학 연구과 (석사/박사 과정)
- 의학계 연구과 (석사/박사 과정)

### 부속기관
- 도서관
- 의학부 부속 병원
- 국제교류 추진 기구(機構)
- 산/학/관 협력 추진 기구
- 종합 정보 처리 센터
- 교육지역과학부 부속 학교 (초등학교, 중학교, 유치원, 특별지원학교)